# Bola

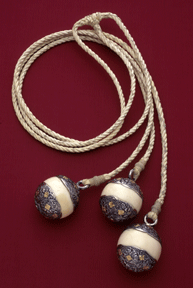
Bola

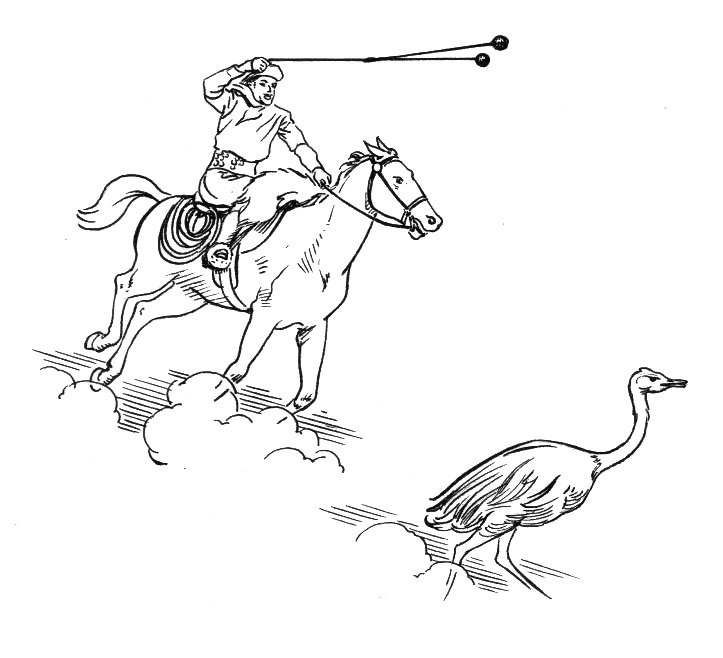
Einsatz einer Bola

Die Bola (spanisch Kugel) ist eine Wurfwaffe der Eskimos, sibirischen Tschuktschen, Mongolen sowie südamerikanischer Jäger und wird auch von Rinderhirten dieser Region zum Fangen entlaufener Rinder eingesetzt.
Bola-Steine kommen bereits seit dem frühen Mittelpleistozän (vor 700.000 bis 120.000 Jahren) vor. Im Vorderen Orient, im Tell Hassuna in Mesopotamien, wurden aus dem Neolithikum Schleuderkugeln aus gebranntem Lehm gefunden.
Die Bola besteht aus drei Leinen mit einer Länge von je 0,4 bis 1,5 m, die jeweils an einem Ende zu einem dreiarmigen Stern zusammengeknotet sind. Am jeweils äußeren Ende jeder Leine befindet sich ein Gewicht (Stein, Lederbeutel mit Steinen oder Bleischrot).

## Verwendung
Ein Ende der Bola wird in der Hand gehalten und die beiden anderen Enden über dem Kopf gewirbelt und dem zu fangenden Tier in die Beine geworfen, was zum Stolpern und Fallen des Tieres führt. Die rotierende Bola wickelt sich dabei um die Beine des Tieres. Der zielgenaue Wurf bedarf der Übung, da sich das zu fangende Tier in der Regel schnell bewegt.
Auch für das Fangen von Vögeln wurden und werden Bolas eingesetzt. Diese Waffen sind in der Regel leichter und kleiner gebaut als Bolas für andere Zwecke.
Eine Variante für den Einsatz als Kriegswaffe ist die Bola Perdida, die nur eine Kugel bzw. nur ein Gewicht aufweist. Sie ist im Grunde eine Schleuder, bei der der Schleudermechanismus am Projektil befestigt ist.

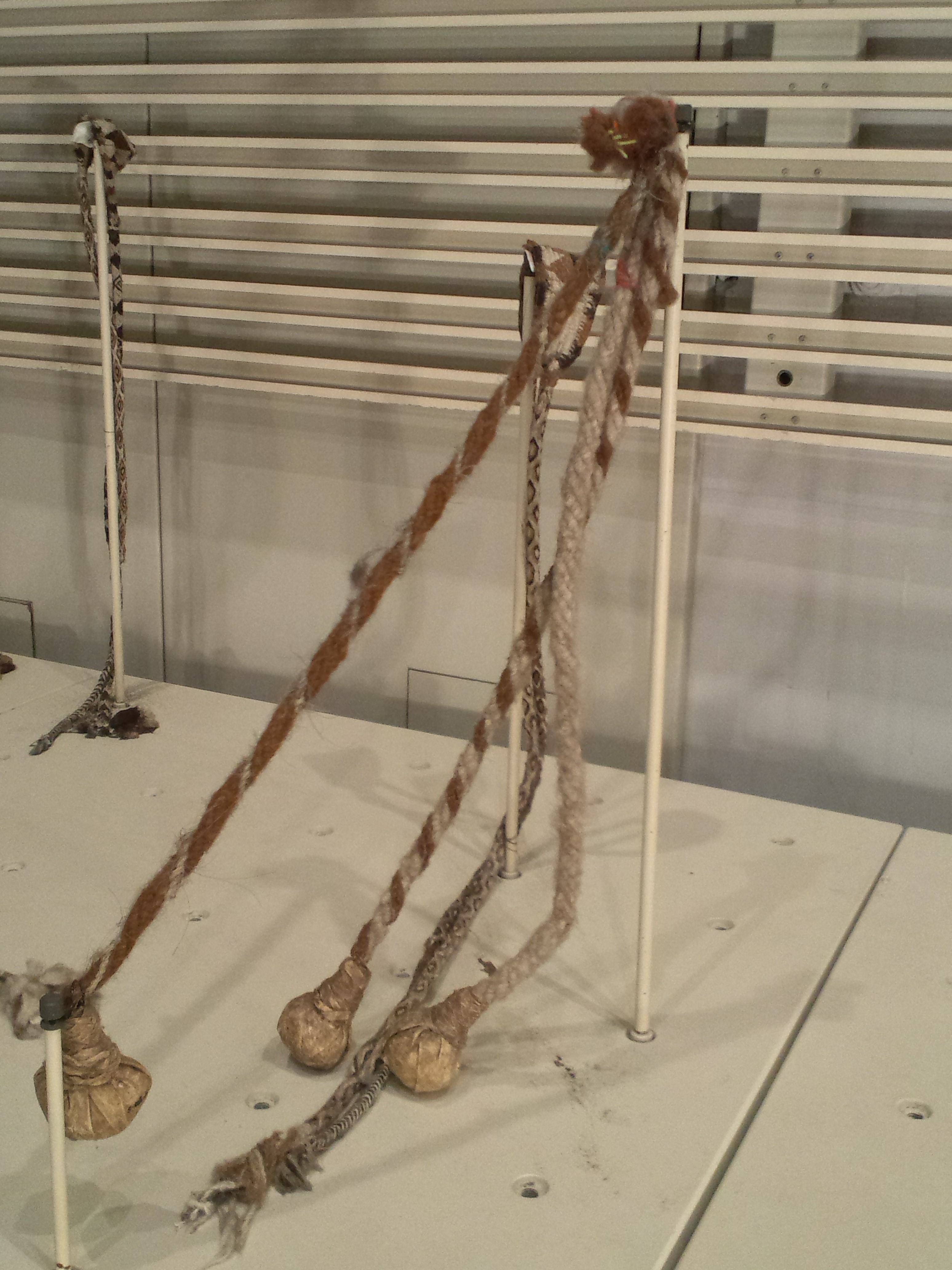
Bola Perdida – Stein mit Schnur

## Verwandte Themen
- Kriegswaffe Kettenkugel bei Schiffen und Kanonen.
- Als „Kugel an der Schnur“ ist auch die Affenfaust bekannt.
- Fangsteine der Sahara
- Suruchin ist eine japanische Schlag- und Wurfwaffe mit zwei Gewichten an einer Schnur.
- Manriki Gusari ist die gleiche Wurfwaffe mit zwei Gewichten an einer Kette.
- Klick-Klack-Kugeln, ein Spielgerät mit zwei verbundenen Kugeln aus den 1970er Jahren.
- Leitergolf, ein in den USA als Ladder toss (auch Ladder Golf) bekanntes Spiel, besteht aus zwei Golfbällen an einer kurzen Schnur.